# Дормер, Натали
Натали́ До́рмер (англ. Natalie Dormer; род. 11 февраля 1982 года, Рединг, Юго-Восточная Англия, Великобритания) — британская актриса. Известна как исполнительница роли Анны Болейн в телесериале «Тюдоры», а также по роли Маргери Тирелл в сериале «Игра престолов».

## Биография
Натали Дормер родилась и выросла в Рединге, графство Беркшир. Её мать — домохозяйка, отчим — строитель. Помимо неё в семье ещё двое детей — Саманта и Марк. Натали избегает разговоров о своём биологическом отце. Наряду с общеобразовательными учреждениями, Chiltern Edge School и Reading Blue Coat School, посещала школу танцев Allenova School of Dancing. Актёрскому мастерству обучалась в Академии драматического искусства Уэббера Дугласа, где также учились актёры Руперт Френд, Мэттью Гуд, Хью Бонневилль и актриса Минни Драйвер.
Дебютом Натали Дормер в кино стала роль Виктории в фильме 2005 года «Казанова», где её партнёрами были Хит Леджер и Джереми Айронс. Её игра в комических эпизодах произвела впечатление на режиссёра Лассе Халльстрёма, и он существенно расширил сюжетную линию её персонажа, наделив его яркими бурлескными чертами. Позже актриса подписала контракт с компанией Disney Touchstone на участие в трёх фильмах, но ни один из этих проектов не был осуществлён.
Особенно успешной для неё стала роль Анны Болейн, второй супруги короля Англии Генриха VIII, в телесериале «Тюдоры», в котором она фигурировала как главная героиня на протяжении двух первых сезонов. В заключительной серии финального сезона актриса появилась в роли призрака казнённой королевы. За свою работу в телесериале Дормер удостоилась не только хвалебных отзывов от критиков, но и двух номинаций на премию Gemini Awards в категории «Лучшее исполнение драматической роли» в 2008 и 2009 годах.
В 2008 и 2009 годах Натали сыграла несколько ролей на телевидении и в кино, а в марте 2010 дебютировала на сцене лондонского театра Янг-Вик в трагикомедии Sweet Nothings по пьесе Артура Шницлера «Игра в любовь». В 2011 актриса получила роль в фильме «МЫ. Верим в любовь», режиссёром которого выступила певица Мадонна. Натали исполнила роль Элизабет Боуз-Лайон, супруги короля Великобритании Георга VI и матери королевы Елизаветы II.
В феврале 2011 года на канале BBC состоялась премьера телесериала «Шёлк», повествующего об особенностях профессии королевских адвокатов в Великобритании. Дормер исполнила одну из главных ролей, снявшись во всех шести эпизодах первого сезона. В конце июня 2011 года канал HBO объявил, что Натали Дормер присоединится к актёрскому составу телесериала «Игра Престолов» в качестве исполнительницы роли Маргери Тирелл. В 2013 году сыграла роль Джейми Мориарти в телесериале «Элементарно».

## Личная жизнь
С 2018 года состоит в отношениях с британским актёром Дэвидом Оуксом. В апреле 2021 года стало известно, что в январе того же года у пары родилась дочь.
Состоит в Лондонской академии фехтования. Играет в покер. В 2008 году актриса приняла участие в женском международном турнире по покеру PartyPoker.com Women’s World Open II и заняла второе место среди участниц-знаменитостей. У Натали на левой руке есть тату «Fear is the mind-killer».

## Фильмография
| Год       |     | Русское название                           | Оригинальное название                    | Роль                                 |
| --------- | --- | ------------------------------------------ | ---------------------------------------- | ------------------------------------ |
| 2005      | с   | Далёкие берега                             | Distant Shores                           | женщина                              |
| 2005      | ф   | Казанова                                   | Casanova                                 | Виктория                             |
| 2006      | с   | Ребус: Висячий сад                         | Rebus                                    | Филлиппа Балфур                      |
| 2007      | ф   | Без изъяна                                 | Flawless                                 | Кэсси                                |
| 2007—2010 | с   | Тюдоры                                     | The Tudors                               | Анна Болейн                          |
| 2009      | с   | Шедевр                                     | Masterwork                               | Мо Мёрфи                             |
| 2009      | с   | Мисс Марпл Агаты Кристи                    | Agatha Christie’s Marple                 | Мойра Николсон                       |
| 2009      | ф   | Город жизни                                | City of Life                             | Ольга                                |
| 2011      | с   | Шёлк                                       | Silk                                     | Нив Кранитч                          |
| 2011      | ф   | Первый мститель                            | Captain America: The First Avenger       | рядовой Лоррейн                      |
| 2011      | ф   | МЫ. Верим в любовь                         | W.E.                                     | Элизабет Боуз-Лайон                  |
| 2011      | с   | Призраки                                   | The Fades                                | Сара                                 |
| 2011      | с   | По                                         | Poe                                      | Селеста Шевалье                      |
| 2012      | кор | Электрическое кино: Как себя вести         | Electric Cinema: How to Behave           | Лорен Бекалл                         |
| 2012—2016 | с   | Игра престолов                             | Game of Thrones                          | Маргери Тирелл                       |
| 2013      | кор | Завтракающие                               | The Brunchers                            | она                                  |
| 2013      | ф   | Вдали от дома                              | A Long Way from Home                     | Сьюзен                               |
| 2013      | ф   | Гонка                                      | Rush                                     | Джемма                               |
| 2013      | ф   | Советник                                   | The Counselor                            | блондинка                            |
| 2013      | кор | Круговорот кольца                          | The Ring Cycle                           | Милли                                |
| 2013—2015 | с   | Элементарно                                | Elementary                               | Джейми Мориарти/Ирэн Адлер           |
| 2014      | ф   | Клуб бунтарей                              | The Riot Club                            | Чарли                                |
| 2014      | ф   | Голодные игры: Сойка-пересмешница. Часть 1 | The Hunger Games: Mockingjay — Part 1    | Крессида                             |
| 2014      | ки  | Game of Thrones                            | Game of Thrones: A Telltale Games Series | Маргери Тирелл                       |
| 2015      | тф  | Скандальная леди У                         | The Scandalous Lady W                    | Сеймур Уорсли                        |
| 2015      | ф   | Голодные игры: Сойка-пересмешница. Часть 2 | The Hunger Games: Mockingjay — Part 2    | Крессида                             |
| 2016      | ф   | Лес призраков                              | The Forest                               | Сара/Джессика                        |
| 2016      | кор | Крыша                                      | The Roof                                 | фанатка                              |
| 2016      | ф   | Пациент Зеро                               | Patient Zero                             | доктор Джина Рос                     |
| 2017      | ки  | Mass Effect: Andromeda                     | Mass Effect: Andromeda                   | Лекси Т'Перро                        |
| 2018      | с   | Пикник у Висячей скалы                     | Picnic at Hanging Rock                   | миссис Эппльярд                      |
| 2018      | ф   | Невидимка                                  | In Darkness                              | София                                |
| 2019      | ф   | Игры разумов                               | The Professor and the Madman             | Элиза Мерретт                        |
| 2020      | с   | Страшные сказки: Город ангелов             | Penny Dreadful: City of Angels           | Магда, Алекс, Эльза, лидер банды Рио |
| 2024      | с   | Ложь во спасение                           | White lies                               | Эди Хансен                           |

## Награды и номинации
| Награды и номинации | Награды и номинации            | Награды и номинации                             | Награды и номинации                        | Награды и номинации | Награды и номинации         |
| Год                 | Награда                        | Категория                                       | Фильм или сериал                           | Результат           | Примечания                  |
| ------------------- | ------------------------------ | ----------------------------------------------- | ------------------------------------------ | ------------------- | --------------------------- |
| 2008                | Золотая Нимфа                  | Лучшая женская роль в драматическом сериале     | Тюдоры                                     | Номинация           |                             |
| 2008                | Джемини                        | Лучшая женская роль в драматическом сериале     | Тюдоры                                     | Номинация           | эпизод «Смерть Уолси»       |
| 2009                | Джемини                        | Лучшая женская роль в драматическом сериале     | Тюдоры                                     | Номинация           | эпизод «Судьба и богатство» |
| 2014                | Премия Гильдии киноактёров США | Лучший актёрский состав в драматическом сериале | Игра престолов                             | Номинация           |                             |
| 2014                | NewNowNext Awards              | Лучшая новая актриса в главной роли             | Голодные игры: Сойка-пересмешница. Часть 1 | Победа              |                             |
| 2015                | Премия Гильдии киноактёров США | Лучший актёрский состав в драматическом сериале | Игра престолов                             | Номинация           |                             |